# 교수인의 매듭

교수인의 매듭 또는 교수인의 올가미 (엘리자베스 시대에는 목걸이로도 알려졌다)는 대부분 사람을 매다는 일에 사용되는 것과 관련하여 잘 알려진 매듭이다. 교수형의 경우, 줄의 매듭은 일반적으로 왼쪽 귀 아래나 뒤에 배치된다. 줄의 끝에 사용수가 떨어질 때 힘이 목을 부러뜨린다. 매듭은 풀리지 않지만 그것을 풀려고 저항하는 경향이 있다.

## 참고 도서
- The Ashley Book of Knots discusses this knot in the entry for drawing #1119